# Idmen
Idmen – drugi album studyjny w dyskografii zespołu Indukti będący metaforyczną opowieścią o ludzkim zmaganiu z przeznaczeniem, wiarą, codziennością, naturą i samym sobą.

## Płyta
Tytuł albumu oznacza "wiemy" bądź "widzieliśmy" i został zaczerpnięty z pieśni syren z Odysei Homera oraz poematu Ezry Pounda "H.S. Mauberley":
  idmen gar toi panth' hos' eni Troie^i eureie^i

  Argeioi Trôes te theôn iote^ti moge^san,

  idmen d', hossa gene^tai epi chthoni pouluboteire^i

  Wiemy, co niegdyś Grecy, Trojanie doznali

  Nieszczęść, z bogów naprawy, na Ilionu polach,

  Wiemy o wszystkich ziemskich dolach i niedolach
Tekst utworu „Tusan Homichi Tuvota”, zaśpiewany przez Nilsa Frykdahla z zespołu Sleepytime Gorilla Museum jest adaptacją bajki Indian z plemienia Hopi, spisanej przez Edward A. Kennarda oraz Albera Yavę i opublikowanej w 1944 przez
Departament Edukacji Stanów Zjednoczonych pod tytułem „Field Mouse Goes To War”.
Utwór „Aemaet” jest inspirowany filmem „Der Golem, wie er in die Welt kam” zrealizowanym w 1920 przez Carla Boese i Paula Wegenera.
Okładka płyty zawiera reprodukcję obrazu autorstwa Justyna Parfianowicza
Płyta została wydana w sierpniu 2009 przez niemiecką wytwórnię InsideOut Music. Wkrótce po premierze została uznana płytą miesiąca przez wortale Powermetal.de oraz Metal-revolution. W Polsce ukazała się nakładem Mystic Production

## Lista utworów
Źródło:
| Nr | Tytuł utworu              | Długość |
| -- | ------------------------- | ------- |
| 1. | „Sansara”                 | 08:12   |
| 2. | „Tusan Homichi Tuvota”    | 09:03   |
| 3. | „Sunken Bell”             | 02:29   |
| 4. | „…And Who's The God Now?” | 10:25   |
| 5. | „Indukted”                | 06:51   |
| 6. | „Aemaet”                  | 08:25   |
| 7. | „Nemesis Voices”          | 06:19   |
| 8. | „Ninth Wave”              | 11:32   |
|    |                           | 1:03:16 |

## Twórcy
- Andrzej Kaczyński – gitara basowa
- Wawrzyniec Dramowicz – instrumenty perkusyjne
- Ewa Jabłońska – skrzypce
- Maciej Jaśkiewicz – gitara
- Piotr Kocimski – gitara
- Nils Frykdahl – gościnnie śpiew w "Tusan Homichi Tuvota"
- Maciej Taff – gościnnie śpiew w "…And Who Is God Now?!"
- Michael Luginbuehl – gościnnie śpiew w "Nemesis Voices"
- Marta Maślanka – gościnnie cymbały
- Robert Majewski – gościnnie trąbka
- Wojtek Kozłowski – produkcja muzyczna
- Tomasz Rogula – realizacja, miksowanie, mastering
- Justyn Parfianowicz – projekt okładki
- Andrzej Przestrzelski – zdjęcia
- Artur Fizyczak – zdjęcia